# والریا دینگه
والریا دیِنگه (به انگلیسی: Valéria Gyenge) (زادهٔ ۳ آوریل ۱۹۳۳) شناگر اهل مجارستان است.